# Trabzonspor Kulübü
Il Trabzonspor Kulübü, meglio noto come Trabzonspor, è una società polisportiva turca con sede nella città di Trebisonda.
Nato nel 1967 come una polisportiva, il club è noto soprattutto per la propria sezione calcistica, che si è aggiudicata sette campionati turchi, nove Coppe di Turchia, dieci Supercoppe di Turchia e cinque Coppe del Cancelliere. Insieme a Galatasaray, Fenerbahçe e Beşiktaş è una delle squadre più titolate del calcio turco. Può inoltre vantare di essere stato il primo club al di fuori delle tre grandi di Istanbul a vincere il titolo nazionale, nel 1975-1976.
Lo stemma riprende la T di Trebisonda e la S di "Spor" stilizzate. Il club è membro dell'ECA, associazione nata dallo scioglimento del G-14 per tutelare gli interessi degli stessi club e dei giocatori. I tifosi del Trabzonspor sono gemellati con quelli del Şanlıurfaspor e del Drogheda Utd.

## Storia

### Esordi (1923-1962)
A Trebisonda esistevano quattro club: İdmanocağı (fondato nel 1921), İdmangücü (1913), Necmiati (1923) e Trabzon Lisesi. Le quattro squadre giocavano nel campionato regionale dilettanti di Trebisonda, un torneo a carattere regionale. Nel 1923 due di questi club, l'İdmanocağı e l'İdmangücü, erano divisi da un'acerrima rivalità, paragonabile a quella che sussiste tra Fenerbahçe e Galatasaray. La contrapposizione raggiunse il suo apice dopo il 1930. L'İdmanocağı vinse cinque titoli di Trebisonda di fila dal 1929 al 1933, ma l'İdmangücü fece di meglio, aggiudicandosi sette titoli consecutivamente dal 1934 al 1940. Il campionato fu poi dominato per sei anni dal Lise, prima del ritorno in auge dell'İdmangücü, vincitore del titolo nel 1947-1948. All'epoca sorsero a Trebisonda altri club quali il Doğan Gençlik, l'Akçaabat Sebatspor, il Sürmene Gençlik, lo Zafer Gençlik, lo Yolspor e lo Yalıspor.
La rivalità tra İdmanocağı e İdmangücü spaccò in due i trebisondesi. Il primo club scelse il rosso e il giallo come colori sociali, il secondo il verde e il bianco. La separazione, tuttavia, esacerbava il clima tra tifosi e giocatori, che spesso preferivano trasferirsi ad Ankara e Istanbul per sfuggire alla pressione. Tra questi si ricordano Hasan Polat e Ali Polat (che passarono al Gençlerbirliği), Selim Satıroğlu e Ahmet Karlıklı (trasferitisi al Galatasaray), Zekeriya Bali (al Fenerbahçe) e Nazmi Bilge (al Beşiktaş).

### La rivalità cittadina e la fusione (1962-1973)
All'inizio della stagione 1962-1963 il presidente della federcalcio turca (TFF) Orhan Şeref Apak chiese alle varie città di fondere le proprie squadre di calcio in un unico club, al fine di avere una squadra per città e di formare la Milli Lig, oggi Süper Lig. La contrapposizione tra İdmanocağı e İdmangücü era, però, talmente forte che la città di Trebisonda non riuscì a formare una sola squadra, rimanendo dunque tagliata fuori dal campionato di massima serie. Le cronache narrano di settimane febbrili fatte di incontri continui tra le due dirigenze al fine di giungere ad un accordo, ma senza esito.
Furono İdmanocağı, Martıspor e Yıldızspor a fondersi il 21 giugno 1966. La compagine che ne risultò si iscrisse alla 2. Lig, all'epoca la seconda divisione nazionale, e iniziò a giocare in tenuta giallorossa. Nel 1966-1967 la squadra ottenne l'ottavo posto in campionato e il secondo posto nella Başbakanlık Kupası. Un mese dopo İdmangücü, Karadenizgücü, Martıspor e Yolspor si fusero a formare il Trabonzspor, scegliendo il rosso e il bianco come colori sociali.
L'İdmanocağı si oppose alla fusione e intraprese un'azione legale nei confronti del Trabzonspor. Ulvi Yenal, capo del dipartimento per l'educazione fisica, decise che né l'İdmanocağı né l'İdmangücü sarebbero state ammesse alla 2. Lig, avvertendo che se le due squadre non si fossero fuse la città di Trebisonda non avrebbe avuto una propria rappresentante nel campionato professionistico. İdmanocağı e İdmangücü si convinsero dunque a fondersi e insieme con Karadenizgücü e Martıspor fondarono ufficialmente il Trabzonspor il 2 agosto 1967.
A questo punto gli scogli maggiori sembravano superati, ma la questione dei colori sociali continuò a dividere le parti in causa. Il club giunse con travaglio alla scelta del cromatismo ufficiale, dopo cinque incontri tra tifosi e dirigenze. All'inizio fu proposto di indossare tutti i colori sociali che le squadre fondatrici vestivano (giallorosso e biancoverde), ma quest'idea, poco praticabile, fu subito accantonata. Fu quindi proposto di condurre un sondaggio tra i tifosi, ma anche questa possibilità fu esclusa. I tifosi e le dirigenze iniziavano ormai a perdere la pazienza quando il direttore generale della TFF Ulvi Yenal propose una soluzione di compromesso: entrambi i club, İdmanocağı e İdmangücü, avrebbero scelto un colore diverso da quelli del proprio club. Fu allora che furono scelti il bordeaux e il celeste.

### L'era Özyazıcı-Sümer (1973-1984)
Nel 1973 assunse la guida tecnica della squadra Ahmet Suat Özyazıcı, ex calciatore dell'İdmanocağı. La squadra languiva nella 2. Lig, ma il nuovo tecnico condusse i suoi alla promozione nella 1. Lig al primo anno in carica. Ottenuta la salvezza grazie al nono posto in massima serie, la compagine di Trebisonda riuscì a vincere il campionato nel 1975-1976, divenendo la prima squadra non originaria di Istanbul ad aggiudicarsi il titolo turco.
Sotto la guida di Özyazıcı, il Trabzonspor visse un periodo di egemonia. Rivinse il campionato nel 1976-1977, annata in cui fu ottenuto anche lo storico double con la vittoria della Coppa di Turchia e il treble nazionale con la conquista della Supercoppa di Turchia (la prima di quattro consecutive). Dopo un secondo posto e un altro successo in Coppa di Turchia nel 1977-1978, Özyazıcı fu sostituito da Özkan Sümer, che nel 1978-1979 vinse campionato e coppa nazionale, per poi lasciare il posto al rientrante Özyazıcı, nuovamente vincitore del titolo nel 1979-1980. I due continuarono ad avvicendarsi negli anni a venire, vincendo altri titoli e altre coppe e supercoppe nazionali. L'ultimo titolo turco fu vinto nel 1983-1984.
Le gestioni dei due allenatori portarono in totale al Trabzonspor ben 17 trofei nazionali, di cui 3 Coppe di Turchia (tutte con Özyazıcı), 6 Supercoppe di Turchia (4 con Özyazıcı e 2 con Sümer) e 2 Başbakanlık Kupası (entrambe con Özyazıcı). Nel secondo turno della Coppa dei Campioni 1976-1977 il Trabzonspor sconfisse all'andata i campioni d'Inghilterra del Liverpool per 1-0, per poi capitolare per 3-0 ad Anfield al ritorno.

### Dopo l'era di successi (1984-oggi)
Dopo la partenza di Özyazıcı, il Trabzonspor faticò a mantenere il ritmo dei successi. Bisognò attendere la stagione 1991-1992 per rivedere la squadra sollevare un trofeo, la Coppa di Turchia. Malgrado la compagine trebisondese non abbia più vinto il titolo nazionale dal 1984, è spesso riuscita a mantenersi competitiva ad alti livelli, concludendo varie volte al terzo o al secondo posto il campionato.
Nel 2003 la società fondò una rivista mensile dedicata completamente alla polisportiva Trabzonspor, Trabzonspor Dergisi. Nella stagione 2003-2004 ottenne il miglior piazzamento degli anni 2000, il secondo posto alle spalle del Fenerbahçe, distante quattro punti. Protagonisti dell'annata, coronata dalla vittoria della Coppa di Turchia (la seconda consecutiva), furono Gökdeniz Karadeniz (14 reti) e Fatih Tekke (11 reti). Ammessa alla UEFA Champions League per la prima volta dopo il successo del 1984, nell'edizione 2004-2005 del torneo la squadra eliminò i lettoni dello Skonto (4-1 tra andata e ritorno), ma fu eliminata dalla Dinamo Kiev malgrado la vittoria per 1-2 ottenuta in terra ucraina all'andata, a causa della sconfitta per 0-2 subita in casa nel ritorno. Retrocesso in Coppa UEFA, il Trabzonspor uscì contro l'Athletic Bilbao, pur avendo vinto in casa all'andata per 3-2 (fatale la sconfitta per 2-0 in trasferta al ritorno). Concluse il campionato 2004-2005 al secondo posto dietro il Galatasaray, con Karadeniz e Tekke autori di molti gol (Tekke ben 31 in stagione).
Nella UEFA Champions League 2005-2006 la squadra uscì contro i ciprioti dell'Anorthōsis.
Nella Süper Lig 2010-2011 il Trabzonspor sfiorò la vittoria del titolo, chiudendo a pari punti con la capolista Fenerbahçe e soccombendo per una peggiore differenza reti.
Nell'agosto 2011 il Trabzonspor, eliminato al terzo turno preliminare di UEFA Champions League dai portoghesi del Benfica, fu ripescato nella fase a gironi per la squalifica del Fenerbahçe (indagato per un caso di scommesse relative al campionato turco 2010-2011). Il 14 settembre 2011, alla prima giornata del girone B, il club colse una seconda storica vittoria per 0-1 contro l'Inter al Meazza.
Fu eliminato ai sedicesimi di finale dell'Europa League 2014-2015 dal Napoli, che vinse per 0-4 in Turchia e per 1-0 in casa al San Paolo.
Nel 2015 la squadra si trasferì al nuovo stadio Şenol Güneş, che sostituì lo stadio Hüseyin Avni Aker.
Nel giugno 2020 la squadra fu esclusa per le due stagioni successive dalle competizioni UEFA per club per violazione del fair play finanziario, pur chiudendo la Süper Lig 2019-2020 al secondo posto e la Coppa di Turchia con la prima vittoria dopo dieci anni, ottenuta sconfiggendo in finale l'Alanyaspor.
Nel 2021-2022 il Trabzonspor è tornato a vincere la Süper Lig, con tre turni di anticipo sulla fine del campionato e a distanza di trentotto anni dall'ultimo successo nel torneo.

## Strutture

### Stadio
Il Trabzonspor gioca le partite in casa allo stadio Hüseyin Avni Aker.
Lo stadio fu costruito nel 1951 con solo 2.500 posti a sedere ed è stato più volte ristrutturato e ampliato fino a portare la capienza nel 2010 a 25.000 posti.
Il terreno di gioco è in erba naturale ed è grande 68 x 105 metri.
Il nome dello stadio è dedicato a Hüseyin Avni Aker, un amministratore che ha prestato servizio a Trebisonda negli anni quaranta.

## Diffusione nella cultura di massa
La principale rivista mensile di argomento calcistico dedicata interamente alla squadra è la Trabzonspor Dergisi, creata nel 2003.

## Sostenitori

### Tifosi
Il Trabzonspor è il quarto club in Turchia per titoli, popolarità e numero di tifosi.
Studi recenti dicono che il Trabzonspor ha circa 12 milioni di tifosi in Turchia e nel mondo e che il 72% degli abitanti di Trebisonda sostengono la squadra della loro città.

### Celebrazioni al 61º minuto di gioco
I tifosi più accesi del Trabzonspor sono noti per l'uso di fumogeni, petardi e carta igienica durante il 61º minuto di gioco.
Questa ricorrenza è dovuta al fatto che nel 1461 è caduto l'Impero di Trebisonda, ultimo territorio di cultura bizantina, che era nato dalla frammentazione dell'Impero bizantino dopo la quarta crociata.

## Organico

### Rosa 2025-2026
Aggiornata al 20 agosto 2025.
| N. |                                 | Ruolo | Calciatore               |
| -- | ------------------------------- | ----- | ------------------------ |
| 1  | Turchia (bandiera)              | P     | Uğurcan Çakır (capitano) |
| 2  | Turchia (bandiera)              | D     | Rayyan Baniya            |
| 5  | Turchia (bandiera)              | C     | Okay Yokuşlu             |
| 6  | Francia (bandiera)              | D     | Batista Mendy            |
| 7  | Bosnia ed Erzegovina (bandiera) | C     | Edin Višća               |
| 9  | Nigeria (bandiera)              | A     | Anthony Nwakaeme         |
| 10 | Austria (bandiera)              | C     | Muhammed Cham            |
| 11 | Turchia (bandiera)              | C     | Ozan Tufan               |
| 14 | Ucraina (bandiera)              | A     | Danylo Sikan             |
| 15 | Montenegro (bandiera)           | D     | Stefan Savić             |
| 19 | Turchia (bandiera)              | D     | Mustafa Eskihellaç       |
| 20 | Capo Verde (bandiera)           | D     | Wagner Pina              |
| 21 | Turchia (bandiera)              | D     | Arda Öztürk              |
| 22 | Ucraina (bandiera)              | A     | Oleksandr Zubkov         |
| 25 | Turchia (bandiera)              | P     | Onuralp Çevikkan         |

| N. |                    | Ruolo | Calciatore           |
| -- | ------------------ | ----- | -------------------- |
| 26 | Francia (bandiera) | C     | Tim Jabol-Folcarelli |
| 29 | Turchia (bandiera) | D     | Serdar Saatçı        |
| 30 | Nigeria (bandiera) | A     | Paul Onuachu         |
| 44 | Ucraina (bandiera) | D     | Arsenij Batahov      |
| 61 | Turchia (bandiera) | C     | Cihan Çanak          |
| 70 | Belgio (bandiera)  | A     | Kazeem Olaigbe       |
| 74 | Turchia (bandiera) | C     | Salih Malkoçoğlu     |
| 77 | Turchia (bandiera) | D     | Arif Boşluk          |
| 80 | Turchia (bandiera) | C     | Boran Başkan         |
| 88 | Turchia (bandiera) | P     | Ahmet Yıldırım       |
| 92 | Turchia (bandiera) | D     | Taha Emre İnce       |
| 96 | Turchia (bandiera) | P     | Erol Can Çolak       |
| 99 | Brasile (bandiera) | A     | Felipe Augusto       |
|    | Croazia (bandiera) | D     | Borna Barišić        |

### Staff tecnico
- Allenatore:  carica vacante
- Vice allenatore:  Şeref Çiçek
- Vice allenatore:  Hüseyin Çimşir
- Allenatore dei portieri:  Candeniz Velioğlu
- Allenatore dei portieri:  Atilla Küçüktaka
- Preparatore atletico:  Özerk Tufan
- Preparatore mentale:  Yaşar Çevikel
- Collaboratore tecnico:  Mesut Kabahasanoğlu
- Analista:  Caner Erol
- Analista:  Tolga Sayin
- Analista:  Malcolm Harkness

## Palmarès

### Competizioni nazionali

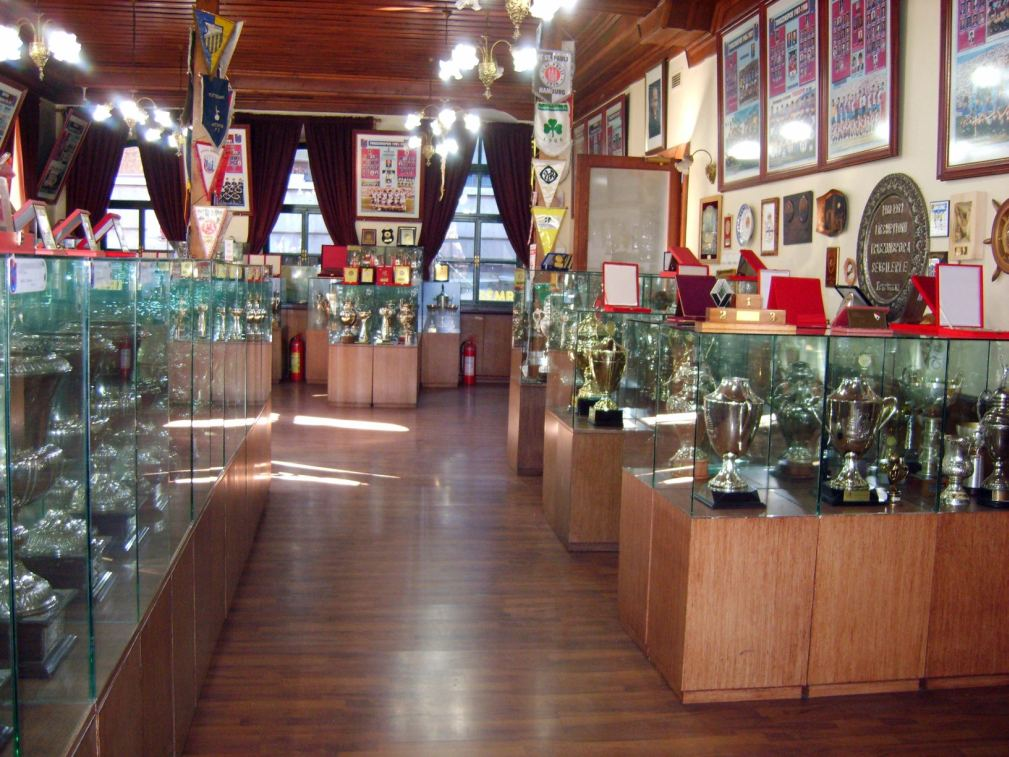
Sala trofei del Trabzonspor.

- Campionato turco: 7

1975-1976, 1976-1977, 1978-1979, 1979-1980, 1980-1981, 1983-1984, 2021-2022
- Coppa di Turchia: 9

1976-1977, 1977-1978, 1983-1984, 1991-1992, 1994-1995, 2002-2003, 2003-2004, 2009-2010, 2019-2020
- Supercoppa di Turchia: 10

1976, 1977, 1978, 1979, 1980, 1983, 1995, 2010, 2020, 2022
- Coppa del Primo ministro: 5

1975-1976, 1977-1978, 1984-1985, 1993-1994, 1995-1996
- TFF 3. Lig: 1

1986-1987

### Competizioni internazionali
- Uhrencup: 1

2005

### Altri piazzamenti
- Campionato turco:

Secondo posto: 1977-1978, 1981-1982, 1982-1983, 1994-1995, 1995-1996, 2003-2004, 2004-2005, 2010-2011, 2019-2020
Terzo posto: 1984-1985, 1989-1990, 1990-1991, 1992-1993, 1993-1994, 1997-1998, 2008-2009, 2011-2012, 2023-2024
- Coppa di Turchia:

Finalista: 1974-1975, 1975-1976, 194-1985, 1989-1990, 1996-1997, 2012-2013, 2023-2024, 2024-2025
Semifinalista: 1982-1983, 1990-1991, 1992-1993, 1993-1994, 1997-1998, 2004-2005, 2006-2007, 2021-2022
- Supercoppa di Turchia:

Finalista: 1981, 1984, 1992
- Coppa Intertoto UEFA:

Finalista: 2007
Semifinalista: 1999

## Statistiche e record

### Statistiche nelle competizioni UEFA
Tabella aggiornata alla stagione 2024-2025.
| Competizione                  | Partecipazioni | G  | V  | N  | P  | RF  | RS  |
| ----------------------------- | -------------- | -- | -- | -- | -- | --- | --- |
| UEFA Champions League         | 10             | 30 | 10 | 8  | 12 | 25  | 36  |
| Coppa delle Coppe             | 3              | 12 | 4  | 4  | 4  | 13  | 18  |
| Coppa UEFA/UEFA Europa League | 21             | 97 | 38 | 22 | 47 | 130 | 131 |
| UEFA Conference League        | 3              | 6  | 1  | 3  | 2  | 7   | 12  |
| Coppa Intertoto               | 2              | 8  | 3  | 1  | 4  | 19  | 12  |

## Rivalità
- Fenerbahçe S.K.
- Galatasaray
- Beşiktaş J.K.

## La polisportiva Trabzonspor

### Trabzonspor A2
Il Trabzonspor A2 è la squadra di calcio delle riserve del Trabzonspor.
Il club partecipa alla A2 Ligi, la massima competizione giovanile in Turchia ed è stato fondato nel 1972 dall'ex calciatore ed allenatore del Trabzonspor Özkan Sümer. Il Trabzonspor A2 è composto da giocatori di età compresa tra i 18 e i 20 anni.

### Trabzonspor Basketbol
Il Trabzonspor Basketbol Kulübü Derneği, comunemente detto Trabzonspor, è una squadra di pallacanestro turca.
La società nacque originariamente nel 1967, all'interno della polisportiva Trabzonspor; ha assunto nel corso degli anni differenti denominazioni:
- Nasaşspor (1986-1987)
- Beslenspor (1987-1993)
- Ülkerspor (1993-2006)

Disputa le partite interne nella Hayri Gür Spor Salonu, che ha una capacità di 7 500 posti a sedere.

### Trabzonspor calcio femminile
Trabzonspor Kulübü Bayan Futbol Takımı è una squadra di calcio femminile turca fondata nel 2007.
Nel 2009 ha vinto il suo primo titolo.

## Presidenti

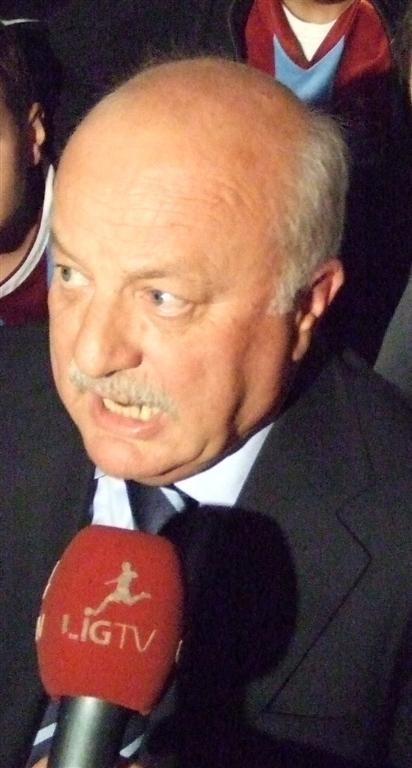
Sadri Sener, per due volte presidente del Trabzonspor

| Anni            | Nome                  |
| --------------- | --------------------- |
| 1967-68         | Ali Osman Ulusoy      |
| 1968-69         | Rıfat Dedeoğlu        |
| 1969-70         | Ali Osman Ulusoy      |
| 1970-71         | Rıfat Dedeoğlu        |
| 1971-72         | Suat Oyman            |
| 1972-75         | Salih Erdem           |
| 1975-80         | Şamil Ekinci          |
| 1980-81         | Celal Ataman          |
| 1981-82         | Mustafa Günaydın      |
| 1982-88         | Mehmet Ali Yılmaz     |
| 1988-89         | Mazhar Afacan         |
| 1989-92         | Mehmet Ali Yılmaz     |
| 1992-94         | Sadri Şener           |
| 1994-97         | Faruz Özak            |
| 1997-2000       | Mehmet Ali Yılmaz     |
| 2000-03         | Özkan Sümer           |
| 2003-06         | Atay Aktuğ            |
| 2006-08         | Nuri Albayrak         |
| 2008-2013       | Sadri Şener           |
| 2013- in carica | İbrahim Hacıosmanoğlu |

## Curiosità
Il Trabzonspor è l'unica società calcistica turca ad aver vinto lo scudetto sia con la squadra maschile sia con quella femminile.